# Adelaida de Rheinfelden
Adelaida de Rheinfelden o Adelaida de Suàbia, en hongarès Adelheid von Rheinfelden, Adelheid von Schwaben, nascuda circa el 1060 i morta el maig de 1090, va ser reina consort del Regne d'Hongria com a esposa del rei Ladislau I d'Hongria.
Adelaida va néixer a la dècada de 1060, i era la segona filla del duc de Suàbia Rodolf i de la comtessa Adelaida de Savoia. Les fonts hongareses diuen que la data de naixement de l'esposa del rey Ladislau I va ser l'any 1060. Però això resulta resulta poc probable, ja que el matrimoni de Rodolf i la seva esposa es va celebrar el 1066.
Cap al 1078 Adelaida es va casar amb el rei Ladislau I acabat de coronar, cosa que donava suport al duc Rodolf, l'elegit del Papa Gregori VII durant la Lluita de les Investidures contra l'emperador Enric IV del Sacre Imperi Romanogermànic. El rei hongarès molt hàbilment es va aliar amb el Papa i amb Rodolf, per les seves relacions polítiques i familiars.
Del matrimoni de Ladislau i Adelaida van néixer diverses filles, de les quals només es coneix el nom de Prisca, després Irene d'Hongria, nascuda el 1088, que quan el seu pare ja era mort, es casaria amb l'emperador romà d'Orient Joan II Comnè.
Adelaida va morir el mes de maig de 1090 i va ser enterrada a la ciutat de Veszprém.